# Pasteiner Iván
Pasteiner Iván (Budapest, 1887. május 16. – Graz, 1962. február 16.) könyvtáros, a budapesti Egyetemi Könyvtár igazgatója, majd főigazgatója 1926 és 1945 között. Pasteiner Gyula (1846–1924) művészettörténész fia.

## Élete
1909-ben a budapesti egyetemen szerzett államtudományi doktori oklevelet. Ebben az évben lett az Egyetemi Könyvtár fizetés nélküli kisegítőtisztje, majd díjnokká és könyvtártisztté nevezték ki. 1915 és 1918 között az első világháború frontjain harcolt. 1920-ban megbízták az általa megszervezett Országos Könyvforgalmi és Bibliográfiai Központ igazgatásával. 1926-ban az Egyetemi Könyvtár igazgatójává, 1935-ben főigazgatójává nevezték ki. Ezt a pozíciót 1945-ös nyugdíjazásáig töltötte be.
1928 és 1944 között az Magyar Tudományos Akadémia Könyvtári Bizottsága, 1928-tól 1934-ig a Szellemi Együttműködés Nemzetközi Bizottsága, 1937 és 1944 között a Római Magyar Intézet kuratóriumának tagja volt. A Országos Magyar Gyűjteményegyetem feloszlatása után, 1934-ben közgyűjteményi főfelügyelő lett. Részt vett a Magyar Könyvtárosok és Levéltárosok Egyesülete megalapításában; a szervezet első, 1936. októberi kongresszusán Magyar könyvtárpolitika címmel adott elő.
1947-ben emigrált, Grazban telepedett le.

## Munkássága
Könyvtárigazgatói működése elsősorban a korábbinál nagyobb munkafegyelem megkövetelése és kiváló szervezőtehetsége miatt emlékezetes. Az egyetemi tanács – egyetlen kivétellel – minden kinevezési, építkezési és katalogizálási javaslatát elfogadta. Összeköttetései révén elérte, hogy könyvtára számára más intézményekhez képest magasabb állami átalányt állapítsanak meg, illetve – a harmincas évek második felében – jelentős összegeket különítsenek el raktárépítésre. Megszervezte az épület belső átépítését és első általános tatarozását. Mivel az első világháború idején szünetelt a nyugati folyóiratok beszerzése, 1929–1930 folyamán Pasteiner felfüggesztette a monografikus művek megrendelését, és a könyvtár minden pénzét folyóiratpótlásra költötte. Ennek következményeként az intézmény tekintélyes adósságot halmozott fel, ami számos lap előfizetésének lemondásával járt együtt. Bár a könyvtár szakkatalógusát több bírálat érte, Pasteiner csak kisebb korrekcióra adott utasítást, az egyetemes tizedes osztályozás bevezetésére az azt – állítása szerint – „elsőrangú könyvtári szaktekintélyek részéről világszerte ért” bírálatok miatt nem volt hajlandó. Részben neki köszönhető ugyanakkor, hogy a könyvtár corvinái sértetlenül átvészelték a második világháborút: Mauritz Béla rektorral és Hajnal István dékánnal egyetértésben kijátszotta a kultuszminiszter 1944. őszi utasítását, és a kódexek helyett értéktelen könyveket csomagoltatott be és juttatott el a kijelölt Tolna vármegyei célállomásra. A küldeménynek nyoma veszett, a corvinák épen maradtak az épület pinceraktáraiban.
1929-ben mintegy 1000 kötetes könyvtárat ajándékozott XI. Piusznak, áldozópapsága 50. évfordulója alkalmából. Az egyedi kötésű kötetek a kor tudományos színvonalát reprezentáló magyar tudományos művek voltak: alapvető kézikönyvek a történelem, paleográfia, nyelvészet, egyháztörténet témaköréből. Mind a mai napig a Vatikáni Könyvtár különgyűjteményét képezik. Közgyűjteményi főfelügyelőként Pasteiner szorgalmazta a könyvtárak együttműködését. 1936-ban javasolta, hogy „azonos gyűjtési körrel bíró s egyetemes jellegű tudományos könyvtáraink – tehát a Széchényi, Akadémiai, Fővárosi, Parlamenti és a budapesti Egyetemi Könyvtárnak – gyűjtési köre összehangoltassék.”
Keveset publikált, néhány tanulmányt és kisebb cikket közölt. 1931 márciusában felkérték a készülő egyetemtörténet könyvtári kötetének megírására, vállalását azonban nem teljesítette, így csak a négy kar története jelenhetett meg 1935 és 1938 között.

## Főbb művei
- A világbéke (Budapest, 1911)
- A magyar politikai-tudomány; Franklin-nyomda, Bp., 1914 (különlenyomat a Budapesti Szemléből)
- Adalékok a magyar főiskolai oktatás bibliográfiájához; Egyetemi Nyomda, Bp., 1916 (A budapesti Kir. Magyar Tudományegyetemi Könyvtár címjegyzékének mellékletei, 1.)
- Az Országos Könyvforgalmi és Bibliográfiai Központ; in: A magyar tudománypolitika alapvetése, szerk.: Magyary Zoltán, Egyetemi Nyomda, Bp., 1927
Németül: Die ungarische Zentralstelle für Bibliothekswesen; Harrassowitz, Leipzig, 1928 (különlenyomat a Zentralblatt für Bibliothekswesenből)
Franciául: Notice sur le Bureau Central Bibliographique de Hongrie (in: La coordination internationale des bibliothèques. Párizs, 1928)
- A Királyi Magyar Pázmány Péter Tudományegyetem Könyvtára 1928-ban (Magyar Könyvszemle, 1929)
- Az egyetemi könyvtárak; in: Magyar Könyvszemle, 1937/1.